# 以諾·舒胡美
以諾·奧盧塞桑·舒胡美（英語：Enoch Olusesan Showunmi，1982年4月21日—）出生在吉本，是一名尼日利亞足球員，2008年夏季被效力球隊布里斯托城放棄，曾效力英格蘭足球依斯米安聯賽中南級別球會查爾方特聖彼得。

## 生平
早期
舒胡美職業生涯很遲才開始，21歲時才加盟盧頓，在這之前，均是在業餘球隊威爾斯登（Willesden Constantine）作賽。
盧頓
2003年9月，舒胡美正式加盟盧頓，蘇雲美能加盟盧頓的主因是當時盧頓的隊長中場奇雲·尼高斯受傷缺陣三個月，盧頓不得不尋找球員以填補奇雲尼高斯的位置，他正因此而成為盧頓的一員。
2003年9月，舒胡美在對普利茅夫的賽事中首次上陣，在2003年11月在聯賽錦標對魯斯頓鑽石的賽事中，射入加盟以來的首球。
03/04球季，舒胡美在28次上陣中攻入7球，2003年5月30日，高超球技為他帶來國際賽的機會，在尼日利亞對愛爾蘭的賽事中首次代表尼日利亞上陣。
04/05球季，舒胡美只能作替補上陣，在38場賽事中，只有7場是正選上陣，但他仍能攻入6球，以中場球員來說，算是相當不俗。
布里斯托城
06/07球季，舒胡美透過博斯曼法案轉會至布里斯托城，舒胡美在布里斯托城轉變成為前鋒，表現可人，雖然舒胡美在球季間曾受傷，令到舒胡美不能在整個賽季中正選上陣，但仍能攻入13球，成為球隊的第二射手。
07/08球季，布里斯托城簽入前鋒李·特倫德勒和戴倫·比菲爾德後，舒胡美上陣機會大減，終在2008年1月23日，加盟。但後來交易卻被推翻，他則仍留在布里斯托城效力。
2008年2月1日，舒胡美被外借至谢周三，維期1個月以爭取上陣機會，其後再續借多1個月，但10戰沒有入球，其後更只能以後備上陣，舒胡美拒絕谢周三第三個月借用要求，返回布里斯托城爭取升級。
4月8日英格蘭足球總會控訴布里斯托城、舒胡美及球員經紀查尔斯·科利莫尔（Charles Collymore）不適當行為，指稱舒胡美從盧頓轉投布里斯托城時，球會非法支付3萬英鎊給沒有牌照的球員經紀。
列斯聯
2008年7月7日，舒胡美成為列斯聯球員並簽下了兩年合約。2010年1月3日，他與列斯聯協議終止合約，恢複自由身。
福爾柯克
2010年1月14日，他加盟蘇超球會福爾柯克。隨著福爾柯克在季後降班，舒胡美亦遭放棄。
燦美爾
2010年7月27日舒胡美獲得英甲球會燦美爾聘用，簽約兩年。
2014年9月26日加盟英格蘭足球全國聯賽南球會韋特史東，2014年12月1日租借加盟肯維島，以獲得更多比賽時間。
2016年在他個人FACEBOOK宣佈退役。

## 外部連結
- Enoch Showunmi profile
- Enoch Showunmi profile（页面存档备份，存于）
- Enoch Showunmi profile
- Enoch Showunmi fansite（页面存档备份，存于）
- Biography on unofficial Luton website